# أحمد الزيات
أحمد الزيات (بالإنجليزية: Ahmed Zayat)‏ (31 أغسطس 1962) هو رجل أعمال مصري امريكي، ومربي خيول، تصفه صحيفة نيويورك تايمز بأنه «مثير للجدل» و «واحد من أنجح ملاك الخيول الأصيلة».

## حياته
ولد الزيات في القاهرة، مصر لعائلة ثرية، ونشأ في حي متنوع عرقيا حيث تعلم ركوب الخيل. في سن 18، انتقل إلى الولايات المتحدة حيث التحق بالجامعة وحصل في على درجة الماجستير في إدارة الأعمال والصحة العامة من جامعة بوسطن. بعد مهنة قصيرة في مجال العقارات التجارية في مدينة نيويورك، عاد إلى مصر، وأدار شركة الأهرام للمشروبات لمدة عقد من الزمان، والتي كان يمتلكها كجزء من مجموعة استثمارية. بعد باعها لشركة هاينكن الدولية في عام 2002، بقي الزيات لبضع سنوات أخرى ولكنه بدأ أيضًا في الاستثمار في خيول السباق وأنشأ اسطبلات الزيات في عام 2005. عند عودته إلى الولايات المتحدة نهائيًا في عام 2007، اشتري اسطبلاته الخاصة، وتفرغ مع ابنه جستن في مجال تربية وسباقات الخيول.

## تربية الخيول
دخل الزيات مجال سباق الخيول في 2005، وفي 2008 أصبح الزيات من رواد ملاك الخيول في أمريكا، وفي 2015 حاز الإسطبل الذي يملكه، اسطبل الزيات، على الترتيب الخامس في أمريكا الشمالية.
وفي 16 مايو 2015، فاز حصانه «الفرعون الأمريكي» بالترتيب الأول في سباق پريكنس ستيكس للخيول، واحد من أكبر سباقات الخيول في الولايات المتحدة.